# Garupe
Garupe – wieś na Łotwie, w krainie Liwonia, w novadsie Ādaži. Według danych na rok 2012, w miejscowości mieszkało 111 osób.
Znajduje się tu przystanek kolejowy Garupe, położony na linii Ryga – Skulte.